# Straight edge
Straight edge (pronunciación inglesa: [stɹeɪt ɛdʒ]) es un estilo de vida y un movimiento que se inició dentro de la subcultura del hardcore punk en el cual sus seguidores hacen un compromiso de por vida para abstenerse de beber alcohol, fumar tabaco y consumir drogas. En algunos casos, esto se extiende también al vegetarianismo o al veganismo y a la oposición respecto a la promiscuidad. Fue una reacción directa a la autodestrucción y el hedonismo común en el punk. El término fue tomado de la canción del mismo nombre de la banda Minor Threat.

## El símbolo de la X

La X en el dorso de las manos es el más famoso e importante símbolo del straight edge.

Comúnmente portado como una marca en el dorso de ambas manos, el símbolo de la X puede ser mostrado también en otras partes del cuerpo, y algunos seguidores han incorporado el símbolo en ropa y pines.

De acuerdo con la serie de entrevistas realizadas por el periodista Michael Azerrad, la X del straight edge data de la gira de la agrupación Teen Idles por la costa oeste de Estados Unidos en 1980. Teen Idles iban a tocar en el Mabuhay Gardens en San Francisco, California, pero cuando la banda llegó, el gerente del club descubrió que todos los miembros eran menores de 21 años, edad requerida para beber legalmente en Estados Unidos, por lo cual se les debería prohibir la entrada al club. A manera de compromiso, los organizadores marcaron a cada uno de los miembros con una X negra en las manos para advertir al personal del club que no sirviera alcohol a los músicos. Al regresar a Washington D. C., la banda sugirió el mismo sistema a los clubes locales para permitir a los jóvenes asistir a los conciertos sin la necesidad de servirles alcohol y pronto la marca fue asociada con el estilo de vida straight edge. 

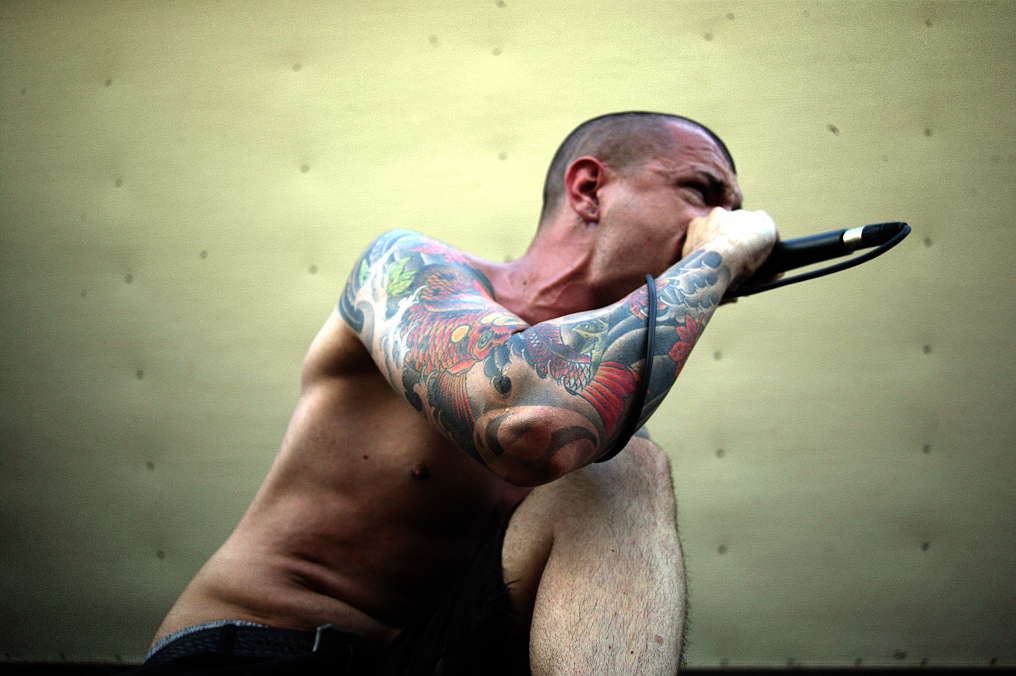
Dave Peters de la banda straight edge Throwdown presentándose en Las Cruces, Nuevo México, como parte del Warped Tour en 2007.

Una variante se convirtió en un trío de X —xXx—, originado por el diseño creado por el baterista Jeff Nelson de Minor Threat, en el cual reemplazó las tres estrellas en la bandera de Washington D. C. por tres letras X. El término a veces es acortado agregando una X en la abreviación del término «straight edge» —sXe—. La X también se puede utilizar para relacionar el nombre de una persona o banda con el straight edge, por ejemplo, la banda xFilesx.

## Historia
Según William Tsitsos, el straight edge ha pasado por tres diferentes eras desde su creación en 1980.

### Old School: finales de los 70 y principios de los 80
Ejemplos de lo que se pudiera considerar canciones proto-straight-edge son las canciones «Keep it Clean» de la banda inglesa The Vibrators. Un ejemplo adicional es el tema «I'm Straight» del cantante y compositor Jonathan Richman y la banda The Modern Lovers, en el cual, expresaba rechazo al uso de drogas. Los primeros indicios del straight edge en el hardcore se pueden encontrar en las letras de la banda Minor Threat, ejemplos son los temas «Straight Edge», «In My Eyes» y «Out of Step», por lo cual el straight edge es relacionado con el punk rock, particularmente con el hardcore. Los seguidores de esta temprana época manifestaban los ideales originales del punk, tales como individualismo, rechazo al trabajo, la escuela y actitudes sobre vivir el momento.
Aunque el straight edge empezó en la costa este de Estados Unidos en Washington D. C. y Nueva York, se extendió rápidamente por Estados Unidos y Canadá. Alrededor de los 80, bandas de la costa oeste de Estados Unidos, tales como Stalag 13, Justice League y Uniform Choice ganaban popularidad. Al inicio de esta subcultura, las presentaciones incluían bandas straight edge y bandas que no se consideraban como tal. Sin embargo, las circunstancias cambiaron, y la era old school sería vista eventualmente como la época «antes de que las dos escenas se separaran». Bandas de la era Old School del straight edge incluyen a Minor Threat, State of Alert —mejor conocidos como S.O.A.—, Government Issue y Teen Idles de Washington, D.C; 7 Seconds de Reno Nevada; SSD, DYS y Negative FX de Boston (o Boston Crew); Stalag 13, Justice League y Uniform Choice de California.

### Youth Crew: mediados de los 80
Durante la era youth crew, que empezó a mediados de los 80, las nuevas ramas del straight edge que aparecieron durante esta época originaron ideas presentadas en canciones. Bandas importantes del youth crew incluyen a Gorilla Biscuits, Judge, Bold, Youth of Today, Chain of Strength, 7 Seconds, Slapshot, Turning Point y Insted
La banda Youth of Today y su canción «Youth Crew» expresó el deseo de unir la escena en un movimiento. La temática más notable que surgió durante esta época fue la relación entre el straight edge y el vegetarianismo, tal es el caso del tema «No More» del álbum We're Not in This Alone de 1988, que iniciaría una tendencia hacia los derechos de los animales y veganismo dentro del straight edge, y alcanzaría su cima en la década de los 90 y probablemente es su tendencia más extendida.

### Los 90
A inicios de los 90, los militantes straight edge eran una presencia conocida en la escena. El término militante se refiere a alguien que es dedicado y habla abiertamente sobre sus políticas personales, pero también se asume que es de mente cerrada, con prejuicios y potencialmente violento. El militante straight edge fue caracterizado por tener menos tolerancia a las personas que no comparten la filosofía straight edge; muy expresivos en cuanto al orgullo de ser straight edge y la tendencia a recurrir a la violencia para promover una vida abstemia.
También fue alrededor de esta época que el veganismo se volvió parte importante en las vidas de varias personas straight edge, lo cual fue reflejado por bandas como Birthright, Earth Crisis, Path of Resistance, que promovían mensajes sobre militancia straight edge y derechos de los animales.
A mediados de los 90, varias bandas apoyaban mensajes sobre justicia social, liberación animal, veganismo e incluso mensajes contra el aborto. Bandas de esta época incluyen a Mouthpiece, Culture, Earth Crisis, Chorus of Disapproval, Undertow, Strife reconocidas por su constante lucha lo que se reflejaba en las letras de sus canciones. 
En América Latina desde los 80 había bandas con integrantes o temas straight edge como Atoxxxico en México o Gx3 en Perú.

### Los 2000
En los 2000, bandas straight edge y aquellas que no se relacionan con la subcultura abstemia, han compartido escenarios de manera regular, al igual que los seguidores que asisten a dichos eventos. Algunas de las bandas de esta época incluyen a xAlguna Vez Fui Ciegox, Its Now de México; Allegiance, The First Step, Have Heart, Righteous Jams, Violation; En Colombia bandas como xresgestaex y XliberacionX. En España se encuentran bandas como The Defense de Barcelona o Habeas Corpus con su tema «Actitud libre y sana». En Argentina xNueva Eticax. En Chile, Entrefuego, entre otras.
Mientras que el luchador profesional CM Punk, confeso practicante de este estilo de vida, adopto el Straight Edge además como su Gimmick (personaje) durante sus apariciones en WWE, incluso parodiando la vertiente más dura de la corriente al intentar convertir a otros luchadores al movimiento.

### Actualidad

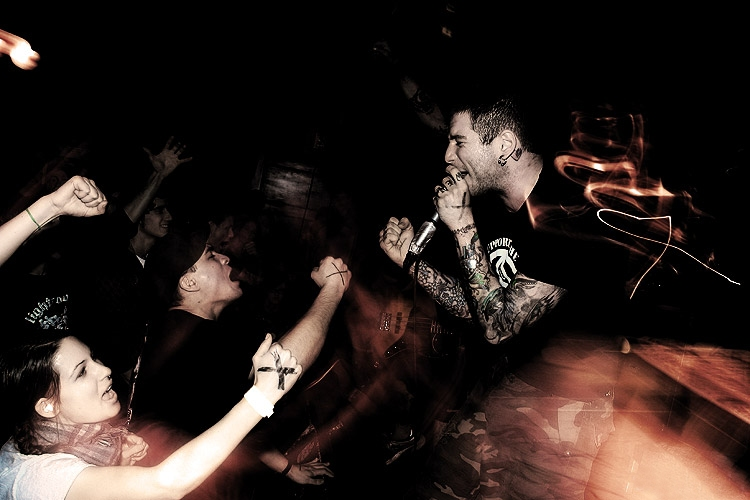
Banda italiana To Kill durante una de sus presentaciones

En Hispanoamérica los postulados del straight edge se viven de una manera mucho menos intolerante y excluyente que como sucedió durante la primera década del siglo XXI. Dentro de los múltiples cambios cabe señalar la aceptación de las bebidas con cafeína. La mayoría de los músicos que se identifican a sí mismo con esta postura tocan en bandas con miembros que no son abstemios, como Contra Todos Mis Miedos de Chile o Recovery X en Argentina. Aunque sí existen bandas straight edge como MGX, de Argentina; xACTUARx y Billy The Kid, en Costa Rica; REAXION, de El Salvador; Revival, de Colombia.

## Vertientes

### Hardline
Apareció una interpretación aislada del straight edge mucho más crítica e incluso de confrontación, que se mostraba crítica e incluso hostil hacia las personas que consumen alcohol, tabaco, drogas, fuman en lugares públicos, se comportaban de forma supuestamente desordenada a partir de costumbres ebrias. Esta línea se conoce como hardline (línea dura).
La tendencia hardline fue adoptada por algunos straight edgers críticos con personas que no siguieran su ideología, tuvieran costumbres promiscuas, se drogasen, bebieran alcohol o fumaran cualquier tipo de droga, incluso tabaco.
Dentro del straight edge se les conoce como «milicianos».

### Vegan straight edge
El ecologismo y el veganismo enriquecieron el discurso de la subcultura del punk, pero el respeto por los derechos de los animales se ha convertido a menudo en un tema hegemónico en la subcultura. 
Bandas representativas serían Earth Crisis, de forma más relevante; y actualmente, xMostomaltax y Nueva Ética en América Latina, xRepentancex en UK, entre otras.